# Distretto di Nong Bua
Il distretto di Nong Bua (in thailandese: หนองบัว) è un distretto (amphoe) della Thailandia, situato nella provincia di Nakhon Sawan.